# 御座候

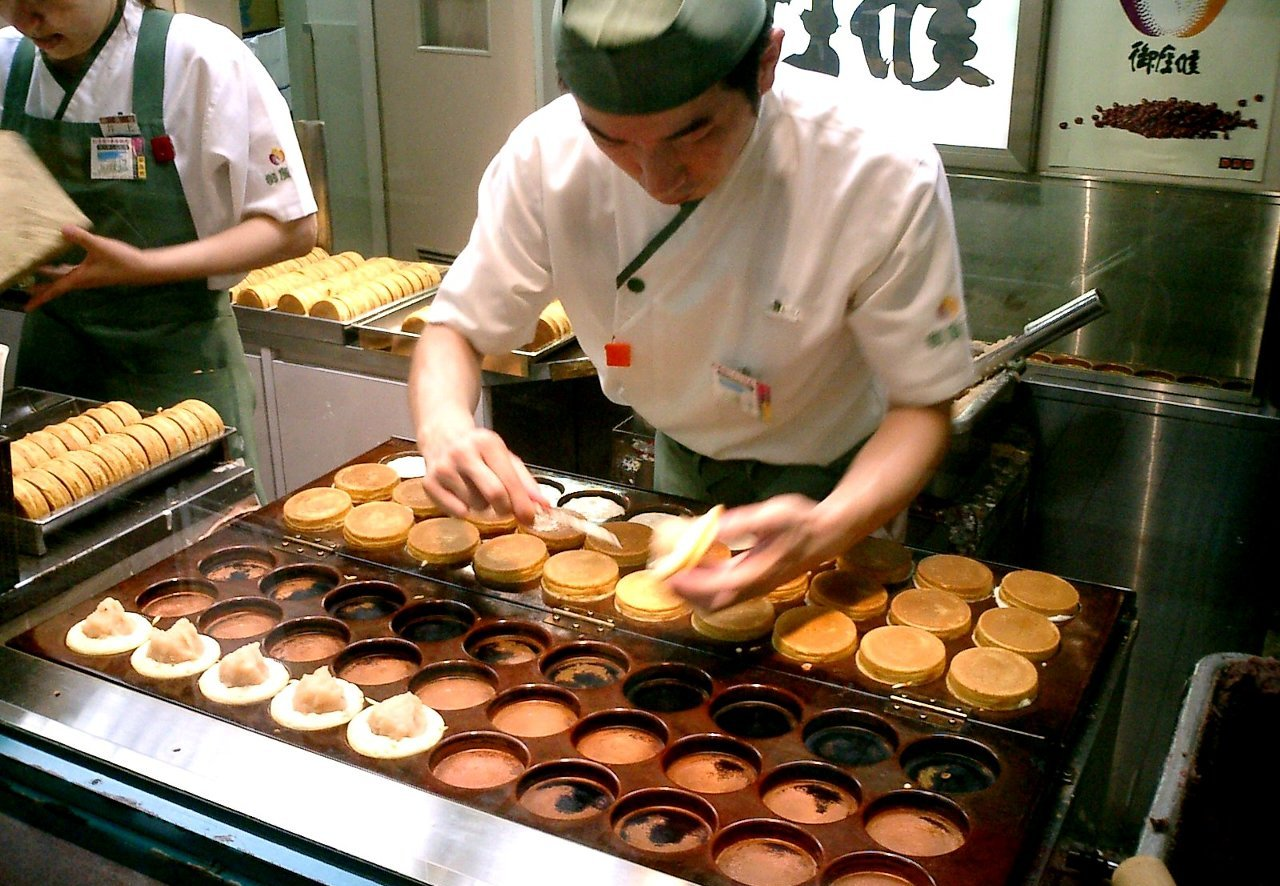
御座候阪急三宮駅にて

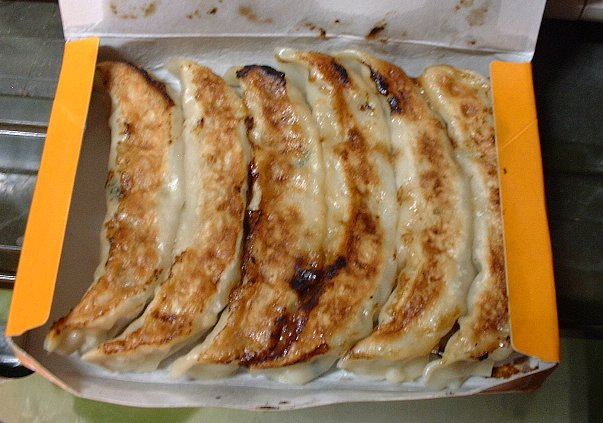
ジャンボ焼餃子

株式会社御座候（ござそうろう）は、兵庫県姫路市に本社を置き、食品を製造・販売する企業。「御座候」は同社が製造・販売する回転焼の商品名でもある。

## 概要
企業名・商品名は「お買い上げ賜り、ありがたく御座候」という感謝の意に由来する。
「御座候」の商品名で回転焼を製造・販売しており、御座候の手焼きを担当する職人も200人以上在籍している。全国にチェーン展開を行っており、北は北海道から西は広島・徳島まで広く親しまれている。2020年7月時点で、74店舗を出店している。
近畿地方などにおいて回転焼のことを「御座候」と呼ぶなどといった調査結果が見られるが、株式会社御座候が製造・販売する「御座候」という商品名の回転焼以外の回転焼のことも「御座候」と呼ぶのかについての言及はない。
主力商品である「御座候」の他にも、「ジャンボ焼餃子」を販売している。ジャンボ焼餃子は姫路駅地下街、山陽百貨店地下街で購入できるが、全国販売はされていない。また、ジャンボ焼餃子販売店では、ラーメンを食すこともできる。
本社および工場は姫路駅南東にある。直営の工場ショップでは、出来たての御座候を購入できる。1日に2回、無料の工場見学を実施している。2009年（平成21年）6月20日にはこの隣接地に「あずきミュージアム」をオープンさせた 。
あずきミュージアムのキャラクター「あずきさん」がミュージアムキャラクターアワード2012において2,674票を獲得し1位に選ばれた。

## あずき
御座候の餡に使用しているアズキの品種「エリモショウズ」が、落葉病というアズキの病気に抵抗性がないため作付けが年々減少していた。耐病性品種から代用品種を模索するも、味や生産の面で問題があり、適したものが見つからなかったために、将来に危機感を覚え、2005年（平成17年）自社で育種を開始した。エリモショウズと既存の耐病性品種（しゅまり）との交配の結果、12年の時を経て2017年（平成29年）に耐病性を備え色と味が自社商品の餡に適した新品種「紫さやか」を作出した。これは普通小豆（大粒の大納言小豆と対比した中・小粒系統）としては民間初の新品種であり、2020年（令和2年）1月現在出願中である（第33087号2018（平成30）年4月出願　同年9月9日公表　同社と株式会社バイオテックとの共同出願）。

## 関連企業
- サンフーズ
- 石挽そば御座候
- バイオテック

#### 広報資料
1. ↑  “製アン工場見学 工場見学”.   御座候. 2020年12月29日閲覧。
2. ↑  “あずきミュージアム”.   御座候. 2020年12月29日閲覧。